# Aleš Dryml Jr

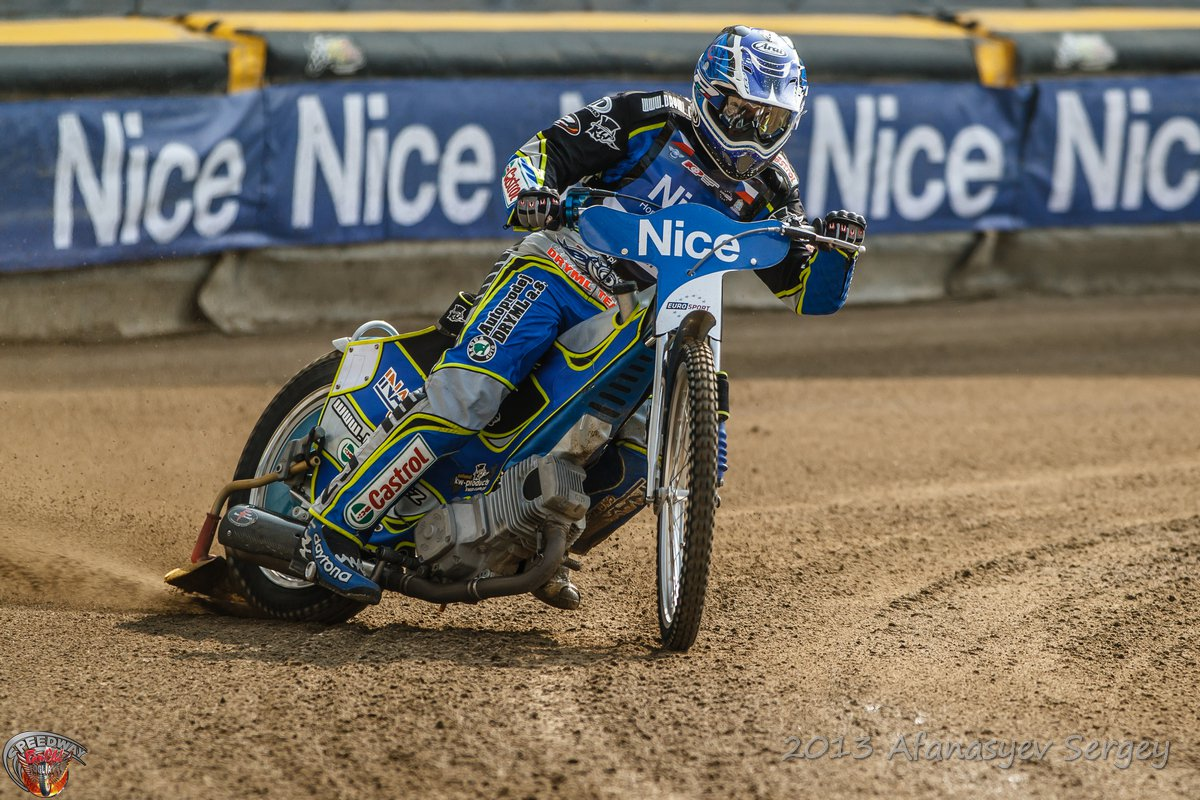

Aleš Dryml (född 19 oktober 1979) är en tjeckisk speedwayförare som var europamästare i par 2004 och 2007. Han var en permanent förare i VM-serien Speedway Grand Prix 2004 och är medlem av det tjeckiska landslaget i speedway.